# Гребнистый крокодил
Гребни́стый крокоди́л (лат. Crocodylus porosus) — крупное современное пресмыкающееся, относящееся к семейству настоящих крокодилов отряда крокодилов.
Наиболее крупный представитель своего отряда, а также самый большой наземный или прибрежный хищник. Самцы этого вида могут достигать длины семи метров при массе примерно до двух тонн; единственные современные крокодилы, регулярно вырастающие более 5,2 метра в длину. С другой стороны, самки гребнистых крокодилов заметно меньше самцов.
Гребнистый крокодил может жить в солёной воде, но, как правило, обитает в мангровых болотах, дельтах, лагунах и в нижнем течении рек. Он распространён гораздо шире, чем любой другой современный вид крокодилов: его ареал начинается от восточного побережья Индии, проходя на юг через территории большинства государств Юго-Восточной Азии, вплоть до Северной Австралии. В прошлом гребнистый крокодил был еще более широко распространён, встречаясь на восточном побережье Африки и южных берегах Японии.
Занимает верхнее положение в пищевой цепи на территории всего своего обширного ареала. Известны случаи нападения гребнистых крокодилов на других высших хищников — акул и больших кошек. Молодые особи и самки питаются в основном мелкими животными, а взрослые самцы предпочитают охотиться на крупных. Гребнистый крокодил иногда нападает на человека, хотя количество вызванных этим смертей часто преувеличивается.
И самцы, и самки гребнистых крокодилов ведут территориальный образ жизни. Самцы нетерпимы друг к другу в сезон размножения и часто вступают в жестокие (нередко смертельные) схватки.
С древнейших времён (подобно нильскому крокодилу) является объектом страха и поклонения во многих культурах благодаря своей силе, опасности и бесстрашию.

## Название
Научный видовой эпитет лат. porosus (дословно «ноздреватый») дан из-за того, что морда у старых крокодилов покрыта буграми.
Русскоязычное название «гребнистый» этот крокодил получил за пару мощных гребней идущих от глаз почти до передней трети морды. Другие иногда используемые названия отражают особенности его образа жизни: «морской крокодил», «крокодил-людоед», «подводный крокодил», «солти», «устьевый крокодил» или «индо-тихоокеанский крокодил».

## Эволюция
Считается, что все современные крокодилы, в том числе Crocodylus porosus — прямые потомки похожих на них крокодиломорфов-эузухий, обитавших у водоёмов суперконтинента Гондвана около 98 млн лет назад и переживших мел-палеогеновое вымирание.
Ископаемая Isisfordia duncani, обнаруженная в западной части Квинсленда на территории некогда существовавшего там внутреннего моря, хотя и значительно меньше гребнистого крокодила, но по некоторым признакам очень сильно напоминает современных крокодилов. Скорее всего Isisfordia duncani занимала схожие местообитания, а строение её позвонков указывает на то, что она была способна совершать «смертельное вращение». Считается, что это представитель ветви эволюции, напрямую ведущей к современным крокодилам.
Из-за неполноты палеонтологической летописи достаточно трудно определить время возникновения гребнистого крокодила как вида. Самые ранние ископаемые свидетельства существования гребнистых крокодилов имеют возраст примерно 4,0—4,5 млн лет. Однако, по оценкам учёных, Crocodylus porosus — более древний вид, он возник в промежутке от 12 до 6 млн лет назад. Из Квинсленда известен фрагмент нижней челюсти примерно 6,1-метрового индивида, жившего в плиоцене.
По морфологическим признакам гребнистый крокодил больше всего похож на новогвинейских (Crocodylus novaeguineae), филиппинских (Crocodylus mindorensis) и австралийских (Crocodylus johnstoni) пресноводных крокодилов. Но генетические исследования указывают на то, что гребнистый крокодил наиболее тесно связан с азиатскими видами крокодилов, хотя и в несколько меньшей степени, чем они связаны друг с другом. Родственные друг к другу болотные (Crocodylus palustris) и сиамские (Crocodylus siamensis) крокодилы — кажется, ближайшие родственники гребнистых крокодилов.
Геном был полностью секвенирован в 2007 году.

### Возможные подвиды и статус комплекса видов
В настоящее время большинство источников утверждают, что гребнистый крокодил не образует подвидов. Однако, опираясь в основном на морфологическую изменчивость, некоторые учёные приходили к выводу о том, что существуют не только подвиды C. porosus, но и то, что на самом деле гребнистый крокодил — комплекс разных видов. В 1844 году С. Мюллер и Г. Шлегель попытались описать крокодилов обитающих на Яве и Калимантане в качестве нового вида, который они назвали Сrocodylus raninus. C. raninus впоследствии получил неофициальное название «индонезийский крокодил», или «борнейский крокодил». Согласно Ross (1992), Сrocodylus raninus достоверно отличается от сиамских и гребнистых крокодилов числом вентральных чешуй и наличием четырёх щитков позади черепа, которые обычно отсутствуют у гребнистых крокодилов. На данный момент статус этого вида остаётся неясным. Очередную попытку выделить новый вид, на этот раз происходящий из Австралии, предприняли Wells & Wellington (1985), опираясь на наблюдения больших, массивных и обладающих относительно большими головами крокодилов. Типовым образцом этого «вида» стал крокодил по прозвищу «Sweetheart», который утонул в 1979 году из-за передозировки снотворного при попытке его поймать. Позже этот «вид», названный Сrocodylus pethericki, стал рассматриваться в качестве обычных матёрых самцов гребнистых крокодилов, претерпевших онтогенетические изменения. Однако Уэллс и Веллингтон скорее всего оказались правы, выдвинув предположение о том, что австралийские гребнистые крокодилы могут достаточно сильно отличаться от азиатских, чтобы оправдать статус подвида.

## Ареал
Гребнистый крокодил имеет наибольший ареал среди современных крокодилов, что часто объясняется его способностью преодолевать значительные расстояния по морю. Ареал животного простирается от Шри-Ланки и восточной Индии, включая в себя побережье юго-восточной Азии, вплоть до центральных областей Вьетнама (где он, однако, сейчас встречается редко), и проходит на юг, через территории большинства государств Юго-Восточной Азии, вплоть до Северной Австралии. В Южной Австралии гребнистые крокодилы не встречаются, в силу засушливого климата и низкой среднегодовой температуры, хотя исторически известны некоторые случаи обнаружения отдельных крокодилов южнее их обычного ареала.
Чаще всего гребнистые крокодилы встречаются на северном побережье Австралии, на островах Папуа — Новой Гвинеи и Индонезии. Стабильные популяции существуют на Филиппинах, Палау, Вануату и Соломоновых островах. Небольшие популяции гребнистых крокодилов могут быть обнаружены на многочисленных островах Индийского океана.
Ранее гребнистые крокодилы водились на Сейшельских островах (где ныне истреблены), а в исторические времена населяли даже восточное побережье Африки. Отдельные особи обнаруживались на значительном удалении от обычных мест обитания — например, на южном побережье Японии.
Морской крокодил — один из трёх крокодилов, которых можно найти в Индии, другие два — это более распространённый на континенте, меньший по размеру магер, и рыбоядный гавиал.

## Внешний вид
Морда гребнистого крокодила относительно шире, чем у большинства других крокодилов. Голова крупная, с тяжёлыми челюстями; у взрослых самцов челюсти заметно массивнее и выше, чем у самок или самцов помоложе. Поверхность верхней челюсти с возрастом становится морщинистой и бугристой. На морде располагается пара хорошо заметных гребней, возможно, защищающих глаза от ударов. На глазах имеется мигательная перепонка, позволяющая крокодилам смотреть под водой без риска повредить их.
Молодые крокодилы обычно бледного жёлто-коричневого цвета и имеют заметные чёрные полосы или пятна по всему телу. Такая окраска сохраняется в течение первых нескольких лет жизни, постепенно становясь более тусклой. С возрастом полосы становятся более расплывчатыми, но никогда не исчезают полностью даже у самых старых крокодилов. Однако поскольку большинство диких крокодилов покрыто водорослями и грязью, их настоящий цвет определить довольно трудно. В целом, взрослые особи темнее, обычно светло-коричневые или серые, в зависимости от условий окружающей среды, в особенности — химического состава воды. Живот без полос, жёлтый или белый. Нижняя сторона хвоста как правило, серая с тёмными полосами. Очень редко одно или два больших чёрных пятна могут быть найдены на животе, но они считаются аномалией. Небольшой процент животных в некоторых регионах выделяется гораздо более светлой (лейкисты), или наоборот, более тёмной (меланисты) окраской на фоне остальных.
Чешуя овальная и сравнительно мелкая. Остеодермы на шее хорошо заметны, но щитки на спине сравнительно мельче и реже, чем у большинства пресноводных видов крокодилов, что считается адаптацией для более быстрого плаванья.
Взрослые самцы гребнистых крокодилов имеют относительно широкое и массивное туловище, из-за чего ранее их называли «аллигаторами». Впрочем, историческая этимология этого слова не подразумевала под собой представителей семейства Alligatoridae, и скорее всего обозначала больших крокодилов. Гребнистый крокодил имеет пропорционально самый длинный хвост среди всех крокодилов, составляющий приблизительно 55 % от общей длины животного. Также было замечено, что самцы гребнистых крокодилов имеют относительно более длинные хвосты, чем самки, а гребнистые крокодилы из Саравка в целом имеют относительно более короткие хвосты, чем особи такого же пола и возраста из Австралии. Считается, что относительно длинный хвост у крокодилов напрямую связан с более продолжительными периодами активного плавания.
Хорошо известны черепа самцов гребнистых крокодилов с дорсальной длиной более 70 см. Максимальный надежно зарегистрированный размер черепа — 76 см, при ширине в 48 см и нижней челюстью длиной 98,3 см (образец MNHN PMP A11803, хранится в Лондонском музее и изначально происходит из Камбоджи). В то время как для самок черепа длиннее 45 см — исключение. Обычное соотношение дорсальной длины череп к общей длине крокодила — 1:7,48, но у крупных особей черепа становятся относительно массивнее, шире, короче и выше, чем у их меньших сородичей, и при измерении по средней линии могут занимать только одну восьмую или одну девятую от общей длины животного (например, у содержащегося в Madras Crocodile Bank гребнистого крокодила по кличке Jaws III череп занимает только 1/9,1 от общей длины).

## Анатомия и физиология
Как и у других крокодилов, сердце гребнистого крокодила четырёхкамерное, что позволяет более эффективно насыщать кровь кислородом. В нём имеется специальный клапан, контролирующий смешивание артериальной и венозной крови. Последнее необходимо для длительных погружений. Обычно гребнистый крокодил ныряет на 2—5 минут, но при необходимости может оставаться под водой до 30 минут, а при пониженной активности — до двух часов. Стандартный уровень обмена веществ у гребнистого крокодила в среднем на 36 % выше, чем у миссисипского аллигатора и австралийского узкорылого крокодила, но будучи холоднокровным животным, он все равно имеет относительно медленный метаболизм и может долгое время обходиться без пищи. Даже только что вылупившиеся детёныши способны прожить без еды около 58 дней, потеряв при этом 23 % от своей массы. 200 кг гребнистый крокодил требует в пять раз меньшего количества пищи, чем лев такого же веса. Средняя потребность гребнистых крокодилов в пище составляет 4 % от массы тела в неделю.
Кожа крокодила снабжена специальными рецепторами, реагирующими на изменение давления воды и способными определять в ней присутствие отдельных химических соединений.
Челюсти обладают внушительной силой, что позволяет удерживать ими крупных животных. Гребнистый крокодил обычно имеет 64—68 конических зубов — 36—38 на верхней челюсти и 28—30 на нижней. У только что вылупившихся крокодильчиков зубы тонкие и относительно мелкие, но с возрастом размеры и пропорции зубов крокодилов существенно изменяются. Зубы взрослых особей длинные, острые, толстые и прочные, идеально подходят для глубокого прокалывания и разрывания плоти. Зубы у основания челюсти притуплены и отличаются повышенной прочностью, поскольку служат для дробления панцирей и костей. Четвёртый зуб на нижней челюсти гребнистого крокодила длиной около 5 м может достигать примерно 9 см без корня, его основная функция — разрывание шкуры наиболее толстокожей добычи.
Несмотря на то, что мозг у крокодилов значительно меньше, чем у млекопитающих (не более 0,05 % от общей массы тела), он достаточно сложен по строению, больше всего напоминая птичий. Гребнистые крокодилы способны учиться, вырабатывая сложные черты поведения, могут научиться отслеживать пути миграции добычи, а также имеют более сложный язык тела и диапазон издаваемых звуков, чем обычно принято считать.
Как и все крокодилы, гребнистый крокодил имеет преимущественно белые мышечные волокна в скелетной мускулатуре и отличаются большой физической силой. Мускулатура занимает более 50 % от общей массы тела даже у молодых особей. В отличие от многих других холоднокровных высших позвоночных, мышцы крокодилов оптимизированы для работы в широком диапазоне температур и не теряют в силе даже при значительном понижении температуры тела. При больших физических нагрузках крокодилы полагаются в первую очередь на анаэробный метаболизм, рассчитанный на кратковременные всплески силы. При этом аэробные способности, отвечающие за менее мощные, но куда более продолжительные движения, у них развиты хуже, чем у большинства теплокровных животных. Хотя эта разница не столь велика, как предполагали более ранние исследования: при температуре в 30-33 °С, аэробный метаболизм составляет 30-40 % от всего энергоснабжения мускулатуры молодых крокодилов, а аэробные способности крупных особей лишь возрастают за счет аллометрического увеличения объёма лёгких. Однако, в силу низкой скорости обмена веществ и ставки на анаэробный метаболизм, крокодилы очень долго избавляются от вырабатываемой мышцами молочной кислоты. У гребнистых крокодилов весом до 180 кг восстановление после полного выматывания обычно занимает около 2 часов. Отчасти это компенсируется тем, что крокодилы очень устойчивы к изменению значения pH в крови и откладывают часть молочной кислоты в остеодермах и костях черепа. Чем крупнее крокодил, тем большее количество лактата в крови он может перенести: этим объясняется значительное увеличение выносливости при росте в размерах: крупные особи способны активно сопротивляться в течение 2 часов или более (для того, чтобы полностью вымотать очень крупного самца, может потребоваться более 6 часов), в то время как индивиды весом от 0,4 до 180 кг оказываются полностью исчерпаны за период от 5 до 30 минут соответственно. Считается, крупные гребнистые крокодилы — чемпионы среди всех позвоночных по количеству молочной кислоты, которые они могут накопить в мышцах и крови без значительного вреда для себя. Но между тем, из-за значительного изменения pH крови увеличивается и риск потенциально опасных метаболических нарушений (лактатацидоза). С этими нарушениями могут быть связаны случаи гибели особо крупных экземпляров (массой более 700 кг) после долгой и неэффективной поимки.

### Осморегуляция
Несмотря на то, что гребнистые крокодилы чаще других настоящих крокодилов и гавиалов встречаются в солёной воде, их механизмы осморегуляции не имеют принципиальных отличий. Имеются лингвальные солевые железы и сильно ороговевающий эпителий ротовой полости, препятствующий диффузии ионов и осмотическим потерям воды. Активную роль в осморегуляции играет клоака.

Взрослые гребнистые крокодилы могут спокойно провести несколько месяцев в море без видимого вреда для себя. Даже известны случаи, когда гребнистых крокодилов находили в воде, вдвое более солёной, чем обычная морская вода. Однако при этом они не способны пить солёную воду и не делают этого даже при крайнем обезвоживании. Вместо этого крокодилы минимизируют потерю воды и могут получать её вместе с пищей. Для молодых животных проблема обезвоживания стоит острее: ориентировочное время выживания без периодического доступа к пище или пресной воде для новорождённого крокодила массой 100 г составляет около 21 дня, для молодого массой 1 кг — 50 дней, для молодого массой 10 кг — около 116 дней при летальном обезвоживании до 33 % от массы тела.

### Сила укуса
Гребнистый крокодил — потенциальный обладатель сильнейшего укуса в животном мире. Расчётная сила сжатия челюстей крупного самца гребнистого крокодила массой 1308 кг — от 27531 до 34424 ньютонов, что эквивалентно силе тяжести в 2809,3—3512,7 кг. Наибольший практический результат же был получен при измерении давления челюстей 4,59-метрового самца гребнистого крокодила весом 531 кг, содержащегося в зоопарке — 16414 Н, или примерно 1675 кг. Таким образом, это самый сильный укус, измеренный у какого-либо животного, если не считать давление в 2268 кг, выданное примерно 5-метровым нильским крокодилом.
Тем не менее, существует мнение, что давление, развиваемое челюстями крупных косаток или кашалотов, может превзойти этот и без того внушительный показатель. Но это не подтверждено.

## Размеры
Гребнистый крокодил — крупнейший современный вид крокодилов. Единственный представитель отряда, регулярно достигающий или перерастающий 5,2 м в длину. Кроме того, гребнистый крокодил — один из крупнейших современных хищников на нашей планете; он превосходит по размерам и массе даже белого медведя, но уступает по величине некоторым зубатым китам и акулам. Как сообщается, одна только голова крупного самца гребнистого крокодила может весить свыше 200 кг. Любопытно, что если сравнивать размеры новорождённых крокодильчиков и крупных самцов, то гребнистые крокодилы имеют чуть ли не самые изменчивые размеры среди всех высших позвоночных.

### Средние размеры
Длина только что вылупившихся крокодильчиков составляет около 25—30 см, при массе примерно в 70 г (в среднем — 28 см и 71 грамм), а на второй год молодые крокодилы вырастают в длину до 1 м и весят около 2,5 кг.

Взрослые гребнистые крокодилы имеют наиболее выраженный половой диморфизм среди всех современных крокодилов. Самцы часто могут быть примерно в два раза длиннее и в десять раз тяжелее самок Взрослые самцы гребнистых крокодилов как правило перестают расти при достижении 3,9-6 метров в длину, в то время как обычный диапазон длины самцов на момент завершения роста составляет 4,6—5,2 м. 6 и более метровые экземпляры встречаются редко. Полностью выросшие самки обычно от 3,1 до 3,4 м в длину, в то время как большинство взрослых самок, еще не приступавших к откладыванию яиц, обычно около 2,7 метров в длину и весят около 80 кг. В одном исследовании, проведённом в Австралии в 2013 году, пять пойманных самцов гребнистых крокодилов, занимающих определённую территорию, были от 4,03 до 4,31 м в длину, в то время как три других самца, ведущих кочевой образ жизни, были от 3,73 до 3,89 м в длину, а четыре взрослые самки имели длину от 2,91 до 2,93 м.
Размеры взрослых крокодилов, тем не менее, могут сильно варьировать в различных популяциях, в зависимости от их здоровья, генетического разнообразия, степени воздействия антропогенных факторов и доступных для использования крокодилами ресурсов окружающей среды. Основные факторы, определяющие массу тела — длина и возраст крокодила. Взрослые самцы, как правило, значительно тяжелее молодых, даже если те достигли такой же длины. Содержащиеся в неволе крокодилы как правило весят больше диких. Гребнистые крокодилы из Саравака имеют относительно более короткие хвосты и из-за этого обычно весят больше австралийских крокодилов сопоставимой длины. 5-метровые крокодилы весят примерно в два раза больше, чем крокодилы длиной около 4 м. Масса гребнистых крокодилов, исследованных в 1998 году, варьировала от 32 до 1010 кг при длине от 2,1 до 5,5 метров, при этом 4,2, 4,3, 4,6 и 4,9 метровые особи весили 383, 408, 520 и 660 кг соответственно.
Нильский крокодил соперничает по размерам с гребнистым, однако сообщения до середины XX века об очень крупных особях нильского крокодила недостаточно достоверны. Кроме того, взрослые самцы нильских крокодилов, как правило, уступают по размерам взрослым самцам гребнистых. Тем не менее, если учитывать ярко выраженный половой диморфизм гребнистых крокодилов — то есть, брать средние размеры с учётом обоих полов, то в среднем они будут не намного крупнее нильских крокодилов и даже некоторых других, например, оринокских крокодилов и ложных гавиалов.

### Максимальные размеры
Максимальный размер, которого могут достичь самцы гребнистых крокодилов, — предмет споров среди специалистов. Неоднократно поступавшие трофейные доказательства существования крокодилов длиной более семи метров опровергались промерами сохранившихся останков этих рептилий. Многие другие сведения же просто-напросто невозможно проверить и научно подтвердить. Адам Бриттон считает крупнейшим из достоверно измеренных экземпляров одного большого крокодила, убитого в 1983 году в Папуа — Новой Гвинее. Несколько зоологов, в том числе Джером Монтекки, вычислили размер этого образца по черепу и сохранившейся коже. По их оценкам длина крокодила составляла примерно 6,2 м, что соответствовало размерам другого крупного экземпляра, надёжно зафиксированного в Австралии в 1974 году. Однако шкура этого образца была высушена, и в действительности, будучи свежей, она была как минимум на 10 см длиннее. Кроме того, сам по себе метод сложения длины черепа и сохранившейся шкуры занижает общую длину крокодила. Из этого следует, что при жизни крокодил был более 6,3 м в длину, а масса этого гиганта могла превышать 1360 кг.
Тем не менее, существование более крупных гребнистых крокодилов, длина которых достигает по меньшей мере 7 метров, не вызывает сомнений у большинства специалистов. Например, по оценкам Бриттона, череп гребнистого крокодила длиной 76 см из Лондонского музея скорее всего принадлежал животному длиной около 6,84 м. Некоторые другие учёные считают достоверными сведения о гребнистых крокодилах 6,7 м или даже 7,3 м длиной.
В то же время, самая большая известная самка гребнистого крокодила достигала только 4,2 м в длину и весила около 400 кг. В 2014 году на Борнео была поймана и помечена радиомаячком самка гребнистого крокодила длиной 3,96 м.

Очень крупные гребнистые крокодилы длиной свыше 6 м и весящие более 1000 кг в достаточно большом количестве наблюдались в начале и конце XX века, но из-за неконтролируемой охоты и следующего за ней обширного браконьерства на протяжении этого времени, сейчас такие особи встречаются очень редко. Это связано со снижением генетического разнообразия большинства популяций и тем, что крокодилам требуется немалое количество времени и богатая кормовая база для достижения столь крупных размеров. Однако одно из проведённых в Австралии исследований указывает на то, что наиболее крупные представители вида, населяющие австралийские реки, скорее всего уже в наше время достигают от 6 до 7 м в длину и весят от 1000 до 2000 кг. Очень крупные крокодилы также могут быть найдены в национальном парке Бхитарканика, Индия. В этом парке, изобилующем реками и разнообразной крупной дичью, созданы идеальные условия для процветания гигантских крокодилов. Глава Ориссы с уверенностью сообщает, что парк — дом для одних из крупнейших гребнистых крокодилов в мире, если не самых крупных. По данным последней переписи в парке проживает 1462 крокодила, из которых 203 особи взрослые. Согласно примерным оценкам, восемь крокодилов имеют длину от 4,9 до 5,5 м, пять имеют длину от 5,5 до 6 м, и ещё три — более 6 м.

#### Примеры крупных крокодилов
Здесь собраны данные о гребнистых крокодилах длиной более 6 метров.
1. Крокодил, застреленный в Бенгальском заливе в 1840 году, как было сообщено, достигал 10,1 м в длину, имел обхват живота в 4,17 м и весил более 3000 кг. Однако его череп оказался только 66,5 см в длину и четко указывает на то, что первоначально указанный размер был сильно преувеличен, и на самом деле этот образец был не более 6 м в длину[58][77].
2. Джеймс Р. Монтгомери, управлявший каучуковой плантацией на Борнео с 1926 по 1932 гг., утверждал, что видел, убивал и измерял гребнистых крокодилов длиной более 6,1 м. Он заявляет, что длина одного из обнаруженных им на отмели экземпляров составляла 10,05 м. Впрочем, никто не смог подтвердить эти цифры, поскольку ни один из крокодилов, измеренных Монтгомери, не был зафиксирован учёными[58][78].
3. Имеются сведения об измерении черепа гребнистого крокодила длиной около 100 см[33][53].
4. Гребнистый крокодил по прозвищу Krys croc, застреленный в Квинсленде в 1957 году, как сообщалось, достигал 8,6 м в длину. Но несмотря на большую популярность, отсутствие останков и надёжных замеров специалистами заставляют сильно сомневаться в правдивости приписываемых ему размеров[79][80]. Для привлечения туристов также была возведена статуя этого крокодила[81].
5. В 2017 году сообщалось о двух чрезвычайно больших гребнистых крокодилах в Darwarunga River и Roper River. Прозванные «D-rex» и «Roper Ripper», они оценивались наблюдателями в 8,6 и 8 метров соответственно. Однако эксперты, анализировавшие фотографии этих крокодилов, сомневаются, что они могут быть более 4-5,4 метров в длину[82].
6. Крокодил, убитый после шестичасовой облавы работниками плантации в 1823 году в Jalajala на острове Лусон, Филиппины, по сообщениям, достигал 8,2 м в длину. Утверждается, что в его желудке была найдена расчленённая на восемь кусков лошадь и 68 кг гальки разной величины[83]. Но замеры сохранившихся останков (череп с дорсальной длиной 66 см[31]) указывают на то, что на самом деле этот крокодил был не более 6 метров в длину[35][58].
7. Предположительно 8-метровый крокодил наблюдался в 2010 году в районе Нормантон (Австралия), было даже сделано несколько фотографий, по которым, тем не менее, размер рептилии не может быть достоверно оценён[84].
8. Череп гребнистого крокодила-людоеда по кличке Калий, убитого в 1962 году на Dhamra River, Орисса, Индия, как изначально заверялось, принадлежал животному длиной 7,01—7,32 м. Исходя из дорсальной длины черепа в 73,3 см, этот крокодил скорее всего был от 6,6 до 7 м в длину[34][77].
9. 7.6 м гребнистый крокодил, по сообщениям, был застрелен у Калькутты на реке Хугли. Однако череп с 75 см дорсальной длиной указывает на то, что животное вряд ли было более 7 метров в длину[58].
10. Два крокодила, имеющие длину более 7,2 м, были замечены в национальном парке Бхитарканика в 1970-х годах[85]. Тем не менее, эти оценки скорее всего делались «на глазок» и не могут считаться достоверными.
11. В 2006 году в книге рекордов Гиннеса был отмечен гребнистый крокодил длиной 7,01 м и массой до 2000 кг, обитающий на территории национального парка Бхитарканика в Ориссе, хотя не совсем понятно, на каких наблюдениях основаны эти данные. Известно, что в этом же парке в наши дни обитает ещё несколько крокодилов длиной не менее 6 м[31][34][70].
12. В Орд-Ривер сравнительно недавно[когда?] был замечен и измерен лазерными приборами гребнистый крокодил длиной около 7 метров[86].
13. По оценкам Адама Бриттона, самый большой из хранящихся в музеях (Парижский музей) черепов гребнистых крокодилов, достигающий 76 см, принадлежал животному длиной не менее 6,84 м с изначально заявленной длиной в 7 метров[34]. В музейных коллекциях известно множество других черепов гребнистых крокодилов с дорсальной длиной более 65 см, потенциально принадлежавших крокодилам длиной более 6 метров[31][87].
14. С. Бейкер (1874) утверждал, что на Шри-Ланке в 1800-х годах примерно 6,7 метровые гребнистые крокодилы были вполне обычным явлением. Тем не менее, в соответствии с книгой рекордов Гиннеса, самый крупный образец, достоверно известный с этого острова, был людоедом с восточного побережья, достигавший в длину примерно 6 метров[58].
15. Примерно 6,7 метровый гребнистый крокодил недавно[когда?] наблюдался австралийскими рейнджерами на реке Булл, Северная Австралия[31].
16. Наибольший сообщённый размер гребнистого крокодила из Папуа — Новой Гвинеи, считающийся достоверным книгой рекордов Гиннеса, указывается в 6,32 м. Животное было убито в мае 1966 года на северо-восточном побережье. Этот крокодил имел обхват живота в 2,74 м[58].
17. Ещё один большой гребнистый крокодил из Новой Гвинеи был найден мёртвым в 1983 году. По сохранившейся шкуре размер рептилии был первоначально оценён в 6,2 м, в то время череп этого крокодила имел дорсальную длину в 72 см[31]. При жизни этот крокодил скорее всего был более 6,3 м в длину, поскольку измеренная шкура была высушена[34][59].
18. Наибольшая подтверждённая длина для крокодила из Австралии указывается в 6,2 м. Он был убит на реке Мэри в Северной территории в 1974 году[59].
19. Австралийский специалист по крокодилам Грэхам Уэбб измерил череп гребнистого крокодила с дорсальной длиной 66,6 см, принадлежавший недавно застреленному крокодилу с длиной тела без учёта головы в 548 ± 8 см. Общая длина животного была не менее 6,15 м[33][53][77]. В этом случае череп составлял приблизительно 1/9,23 от общей длины крокодила[77].
20. Лолонг — крупный гребнистый крокодил, пойманный на Филиппинах в 2011 году и умерший в 2013 году. Изначально он был неправильно измерен в 6,4 метра и взвешен в 1075 кг. Более детальное измерение, проведенное Адамом Бриттоном, показало, что Лолонг имел длину в 6,17 или 6,095 м (по двум разным методам измерения), максимальная ширина головы составляла 45 см, а длина — 70 см. Он был самым крупным гребнистым крокодилом из всех, что когда-либо были пойманы живьём и содержались после этого в неволе[34][88].

## Образ жизни
Наиболее очевидное отличие в образе жизни гребнистого крокодила от такового у других крокодилов — это его склонность жить в солёной воде. Хотя все настоящие крокодилы и гавиалы имеют одинаковые адаптации для выведения излишков соли, помимо гребнистого крокодила в открытое море регулярно выходит только острорылый крокодил из неотропиков.
Гребнистый крокодил хорошо чувствует себя в солёноватых водах, поэтому часто встречается в прибрежных областях, устьях, эстуариях и лагунах и, как известно, способен на значительное расстояние удаляться от берега в поисках пищи или нового места жительства. Нередко эти рептилии вытесняют из прибрежных вод своих пищевых конкурентов — тигровых акул, которые не могут совладать с толстой шкурой, силой и агрессивным поведением крокодилов. Так, во время гнездования австралийских зелёных черепах у крабовых островов редко когда можно встретить тигровых акул, которые держатся подальше от берегов и непременно покидают эти воды, когда к островам прибывают гребнистые крокодилы. У острова Рейн, наоборот, на сезонную кормёжку собирается множество тигровых акул, поскольку он находится на большем расстоянии от континента, чем крабовые острова, и крокодилам сложнее до него добраться.
Время, проведённое в открытом море, определяется количеством ракушек или водорослей на теле крокодила. Аналогично перелётным птицам, использующим термический поток, морские крокодилы используют океанические течения для путешествия на дальние расстояния. В одном исследовании 20 крокодилов были помечены спутниковыми передатчиками; 8 из них уплыли в открытый океан, где один проплыл 590 км за 25 дней. Другой образец, самец длиной 4,84 м, проплыл 411 км в течение 20 дней. Дрейф по течению позволяет крокодилам сохранить силы, на восстановление которых потребовалось бы большое количество времени. Гребнистые крокодилы могут даже прерывать свои путешествия, оставаясь в защищённых от сильного течения бухтах, пока не поймают течение в нужном им направлении.
Гребнистые крокодилы периодически перемещаются вверх и вниз по речным системам. Как правило это делают особи, не имеющие своей территории. Этот вид плохо приспособлен для перемещения по суше и, как правило, не встречается на высоте более 250 метров над уровнем моря. Во время плавания лапы гребнистого крокодила прижаты к бокам и перемещение осуществляется за счет волнообразных движений хвоста. Крейсерская скорость плаванья составляет 3,2-4,8 км/ч, но преследуя добычу взрослый гребнистый крокодил способен развить скорость свыше 29 км/ч. На суше гребнистые крокодилы передвигаются ползком, в отличие от некоторых других крокодилов, редко когда поднимаясь на лапы и отрывая живот от земли. Их короткие лапы плохо предназначены для длительного передвижения по суше, и поэтому гребнистые крокодилы избегают мелких и грязных водоёмов, которые могут стать для них смертельной ловушкой. Несмотря на это, на короткие дистанции они способны мгновенно развить скорость до 10-11 км/ч при беге на суше. В мелкой воде, где крокодил может совмещать движения хвоста с движениями конечностей, его скорость и ловкость становятся воистину впечатляющими.

### Социальная структура
Гребнистые крокодилы не такие социальные, как большинство других крокодилов, и считаются наиболее агрессивными и территориальными среди них. Их ярко выраженный половой диморфизм — результат повышенной конкуренции самцов за самок.
Самки обычно занимают сравнительно небольшую территорию (площадью менее одного километра) в пресноводном водоеме, связывая её с любимым местом гнездования, после чего защищают свой участок от вторжения других самок. Самцы придерживаются куда более обширной территории, обязательно включающей в себя территорию нескольких самок и большой пресноводный водоем, пригодный для размножения. Они ревностно охраняют её от других самцов, нередко вступая с ними в ожесточенные схватки, порой заканчивающимися тяжёлыми травмами, ампутацией конечностей или даже гибелью одного из соперников. В территориальных конфликтах гребнистые крокодилы-самцы часто наносят друг другу мощные удары головой, силы которых достаточно чтобы рассечь сопернику плоть и сломать кости. К самкам они, напротив, относятся очень терпимо, порой даже делясь с ними своей добычей. Территориальность и нетерпимость гребнистых крокодилов друг к другу ещё более возрастает во время сезона размножения. Самцы, которые не способны отстоять свою территорию, вынуждены скрываться на территории своих более успешных сородичей, где они в итоге погибают в схватках, либо же их вытесняют в море, где они движутся вдоль побережья и поднимаются по устьям рек в поисках свободных пресноводных участков. Молодые животные, не имеющие своей территории, обычно гораздо более терпимы друг к другу. Уровень агрессии выращенных в неволе крокодилов также бывает снижен, но серьёзные драки между ними всё-таки могут быть.
По исследованной выборке из 29 особей, более 80 % гребнистых крокодилов длиной от 3 метров носили на телах выраженные следы от повреждений, полученных в конфликтах с сородичами. У образцов длиной менее 2 метров подобного рода патологии были заметно более редки. Несмотря на то, что травмы, получаемые крокодилами во внутривидовых боях, могут быть очень серьёзными, их совершенная иммунная система позволят избежать заражения крови и быстро залечить практически любые ранения, не оставив от них видимых следов.
Однако, в определённый период времени некоторые гребнистые крокодилы могут покидать свои территории и направляться к местам сезонной кормёжки, например — к месту нереста рыбы или гнездования морских черепах. Там они могут терпеть друг друга неподалёку, хотя конфликты за пищу никогда не могут быть полностью исключены. Большое количество гребнистых крокодилов также может собраться у крупной туши, сплавляющейся вниз по реке. В такой ситуации доминантные самцы непременно будут драться друг с другом за добычу и отгонять меньших по размерам крокодилов. На Шри-Ланке наблюдались гребнистые крокодилы, занимающиеся баскингом рядом с болотными крокодилами.

## Питание
Подобно большинству крокодилов, гребнистые крокодилы неприхотливы в выборе пищи и за счет медленного метаболизма им в течение длительного периода времени удается обходиться без еды. Из-за обширного ареала, сильной изменчивости в размерах и онтогенетическим изменениям, в рацион гребнистых крокодилов входит большой спектр самых разных животных. Взрослые особи — высшие хищники в своих экосистемах и завершают сразу несколько пищевых цепей.
Рацион детёнышей и подростков гребнистых крокодилов стал предметом куда более детального исследования, чем рацион взрослых. Агрессивное поведение больших крокодилов, труднодоступность их мест обитания и неэффективность использования транквилизаторов для быстрой иммобилизации, делают гребнистых крокодилов очень трудными для изучения животными. Предполагаемый рацион взрослых особей выстроен в основном на свидетельствах надежных очевидцев и научных наблюдениях в природе, а не на детальном исследовании содержимого желудков.
Охотится гребнистый крокодил, как правило, в сумерках. Используемые им методы охоты изменчивы и могут отличаться от таковых у других крокодилов. В отличие от, например, болотных или даже нильских крокодилов, гребнистые крокодилы обычно не охотятся на суше. Во время охоты на макак-резусов они были замечены при попытках сбить обезьян в воду при помощи ударов хвостом. Относительно мелкую добычу крокодилы глотают целиком или несколькими большими кусками. В классической для большинства настоящих крокодилов манере, крупных наземных зверей гребнистый крокодил подстерегает у водопоя, погружённым в воду; и когда добыча оказывается поблизости, он нападает, хватает её и тащит в воду, где животному труднее сопротивляться. Настигнутую в воде крупную рыбу он наоборот, по возможности тащит на берег. Захваченное животное крокодил убивает при помощи силы сжатия челюстей, мощных рывков головой и так называемого «смертельного вращения» — энергичного вращения вокруг своей оси, дезориентирующего жертву под водой и раздирающего её тело на куски путем сочетания действия сопротивления воды, силы и массы тела крокодила. Сила гребнистого крокодила такова, что он способен раздробить челюстями череп буйволу или раскрошить панцирь морской черепахи. Когда жертва мертва, крокодил отрывает от неё подходящие по размерам куски и глотает. Пища может быть спрятана сытым крокодилом для последующего употребления, хотя нередко это может привести к съедению туши меньшими хищниками, такими как пресноводные черепахи или вараны.
Проведенные в 2018 году изотопные исследования мышечной ткани крокодилов из национального парка Какаду показали, что крокодилы длиной от 0,85 до 4,2 метров (76 % из которых было более 2.5 м в длину, а 44 % было ближе к 2,5 метрам, чем к 3 метрам в длину) питаются в основном наземными животными, в особенности — интродуцированными кабанами и буйволами, которые могут составлять от 53 % до 84 % рациона у различных популяций.

### Рацион молодых крокодилов
Новорожденные крокодильчики ограничиваются кормлением на мелких животных, например, небольших рыбках, лягушках, насекомых и мелких водных беспозвоночных. Когда крокодилы достигают длины 1-1,5 метров, мелкие беспозвоночные перестают играть важную роль в их питании, и основной частью рациона становится рыба, крупные беспозвоночные (моллюски и ракообразные), птицы, рептилии и мелкие млекопитающие. Изотопные исследования указывают на то, что при длине до 2,2 метров крокодилы кормятся преимущественно на рыбе и наземных животных, находящихся на низких трофических позициях, в то время как при длине в 2,2-3,2 м (что соответствует размеру взрослых самок и молодых самцов), они поедают большое количество хищных рыб. Известно, что даже молодые гребнистые крокодилы, в отличие от взрослых пресноводных крокодилов, могут поедать ядовитых тростниковых жаб без угрозы отравления. Среди ракообразных крокодилы чаще всего поедают больших мангровых крабов, особенно в мангровых местообитаниях. Среди птиц добычей чаще всего становятся водные птицы, вроде полулапчатых гусей или цапель, а среди рептилий — множество видов околоводных змей или ящериц, реже — меньшие крокодилы и маленькие черепахи. Иногда даже летящие птицы или летучие мыши могут быть схвачены крокодилами у поверхности воды, также как и блуждающие у кромки воды кулики, включая такие мелкие и подвижные виды как перевозчики. Из млекопитающих молодые крокодилы чаще всего ловят животных весом приблизительно до 10 кг, в особенности грызунов. Однако, даже в этом возрасте они способны убивать животных, близких к себе по размеру: в Ориссе, Индия, было зафиксировано как подростки гребнистых крокодилов длиной от 1,36 до 1,79 м и массой от 8,7 до 15,8 кг убивали домашних коз до 92 % от своего собственного веса. Ими также могут быть пойманы мелкие копытные, такие как азиатские оленьки или свиные олени, различные обезьяны, такие как макаки-крабоеды, носачи и гиббоны, дикобразы, валлаби, мангусты, циветты, шакалы, зайцы, барсуки, сумчатые куницы, выдры, кошки-рыболовы и другие мелкие или средние по размерам животные. Изотопные исследования показывают, что наземная добыча может играть ведущую роль в рационе крокодилов длиной всего лишь 80 см.

### Рацион взрослых крокодилов
Взрослые гребнистые крокодилы тоже не будут игнорировать мелких животных в том случае, если выпадет удобная возможность поймать их. Но в целом они недостаточно быстры для ловли мелкой и подвижной добычи и поэтому животные меньше определенного размера, как правило, игнорируются. Крупные самцы гребнистых крокодилов куда в большей степени, чем молодые особи, зависимы от наличия в экосистеме крупных животных, хотя диета самок же по-прежнему остается достаточно разнообразной в силу их относительно небольшого размера. В рацион взрослых самцов гребнистых крокодилов в зависимости от конкретного места обитания входят олени (такие как замбары), кабаны, малайские тапиры, кенгуру, орангутаны, леопарды, медвежьи, псовые (динго), питоны, вараны, пресноводные черепахи, азиатские антилопы, бантенги, буйволы, гауры и другие крупные животные. Козы, лошади, крупный рогатый скот, буйволы и свиньи были завезены во многие области (например, в Австралию), исторически населяемые гребнистыми крокодилами, и в конечном итоге одичали. Теперь этот новый пищевой ресурс весьма убедителен для поддержания крупных гребнистых крокодилов вдали от изобилующих крупными водными животными морских побережий. Известно, что в национальном парке Какаду дикие свиньи и буйволы составляют основу рациона взрослых гребнистых крокодилов, причем особенно часто крокодилы охотятся на них во время сухого сезона. Любого рода домашние животные — куры, козы, овцы, свиньи, собаки, кошки, лошади, верблюды и крупный рогатый скот могут быть съедены крокодилами при возможности. В Австралии крупный рогатый скот составляет весомую долю рациона взрослых гребнистых крокодилов во многих местах обитания — некоторые крупные ранчо сообщают, что крокодилы съедают у них свыше 300 голов крупного рогатого скота каждый год, или же, по 1-2 коровы в день.
Взрослый самец гребнистого крокодила — это чрезвычайно мощный хищник, который в состоянии физически одолеть животное, превышающее его по весу. В одном достоверно зафиксированном случае призовой суффолькский жеребец весом в тонну и способный тянуть свыше 2000 кг, был схвачен на берегу, затащен в воду и убит крупным самцом гребнистого крокодила менее чем за минуту. Взрослые быки буйволов и гауров, которые могут весить более тонны, а также индийские носороги, условно могут рассматриваться как крупнейшие сухопутные животные, которые могут быть убиты гребнистыми крокодилами в целях добычи пропитания. Единственный другой современный вид крокодилов, достаточно большой и сильный, чтобы быть способным атаковать столь крупную добычу — это нильский крокодил. Но из-за территориальности, в отличие от нильского крокодила, который может атаковать крупную добычу вместе с сородичами, гребнистый крокодил всегда охотится в одиночку.
В отличие от рыб, крабов и других водных животных, крупные млекопитающие обычно встречаются около воды лишь спорадически, и поэтому крокодилы будут намеренно искать места скопления потенциальных жертв (например, водопой буйволов). На Сумбаве гребнистые крокодилы, как известно, убивают большое количество оленей, решающихся пуститься в плаванье между главным островом и окружающими его островами, особенно во время сезонных миграционных движений.

### Альтернативные источники питания
В 2011 году поступил отчет о фатальном нападении примерно 4,2 метрового гребнистого крокодила на крупную 5-6 летнюю самку бенгальского тигра в Сундарбане. Исторически взаимодействие между этими крупными хищниками могло быть более распространено — путешественники прошлых столетий рассказывали о схватках крокодилов и тигров с различными результатами. В условиях затопляемого мангрового леса тигры подвергаются повышенному риску нападений со стороны гребнистых крокодилов и поэтому стараются держаться подальше от потенциально опасных участков. Было замечено, что тигры, как правило, избегают литоральные зоны, где крокодилы греются на солнце в зимние месяцы.
Для гребнистых крокодилов весьма свойственен каннибализм. Кроме того, они поведенчески доминируют над всеми другими видами крокодилов, с которыми могут встретиться в дикой природе, и по возможности даже намеренно ловят и поедают их. В Австралии жертвами гребнистых крокодилов часто становятся австралийские узкорылые крокодилы, а на Шри-Ланке были зафиксированы акты хищничества по отношению ко взрослым болотным крокодилам. Исследования, проведенные на Шри-Ланке показали, что болотные крокодилы избегают встреч с гребнистыми крокодилами путем заселения расположенных вдали от крупных речных систем и морских побережий водоемов, в особенности — мелких озёр. Однако, болотные крокодилы могут постоять за себя, и в условиях пониженной численности гребнистых крокодилов на Шри-Ланке встречаются в симпатрии с последними. Угроза прямого хищничества со стороны гребнистых крокодилов также может ограничивать расселение ложного гавиала, филиппинского, новогвинейского и сиамских крокодилов, но в силу недостаточной изученности поведения этих животных в естественных условиях, этому существует очень мало доказательств. Считается, что прямая конкуренция с гребнистыми крокодилами могла стать причиной вымирания крупных австралийских крокодилов из подсемейства мекозухий, таких как Pallimnarchus.
Считается, что гребнистые крокодилы завершают сразу несколько пищевых цепей, охотясь как на наземных или пресноводных животных, так и на морских. Существуют доказательства того, что гребнистые крокодилы охотятся не только возле берега, но и в открытом море — в их желудках находили останки пелагических рыб, обитающих в нескольких километрах от суши. Изотопные данные указывают на то что крупные крокодилы чаще охотятся на морскую добычу, чем мелкие. В морских и прибрежных водах взрослые гребнистые крокодилы охотятся на крупных костистых рыб (например, индоокеанских малоглазых груперов, баррамунди и гигантских морских сомов), морских змей, морских черепах (в том числе представителей самых крупных современных видов: кожистых черепах и зеленых морских черепах), морских птиц, дюгоней, дельфинов, скатов (в том числе крупных пилоносов) и различных акул. Наиболее хорошо задокументированы акты хищничества крокодилов по отношению к морским черепахам и их детенышам, которые обычно ловятся во время брачного сезона неподалёку от берега, а также европейским пилорылам и бычьим акулам, имеющим склонность плавать в прибрежных водах или даже заплывать в реки. В Северной Австралии были даже зафиксированы случаи хищничества гребнистых крокодилов по отношению ко взрослым белым акулам, а местные рыбаки утверждали, что подобное не раз наблюдалось ими в прошлом. Молодые крокодилы кормятся в соленой воде сравнительно редко, но могут поедать крабов, креветок и мелкую рыбу.
Как и другие крокодилы, гребнистые крокодилы не брезгают падалью, хотя гнилого мяса они избегают. Неподалёку от побережья Кимберли гребнистые крокодилы нередко кормятся на тушах горбатых китов.

## Нападения на людей
Гребнистые крокодилы имеют тенденцию рассматривать людей как потенциальную добычу и поэтому недаром заслужили репутацию людоедов. Вследствие его силы, устрашающих размеров и скорости, выживание после прямого хищнического нападения гребнистого крокодила становится крайне маловероятным. В то время как в США была разработана политика сосуществования с аллигаторами, единственный эффективный метод защиты от атак гребнистых крокодилов — исключить их присутствие рядом с людьми, поскольку крокодилы этого вида чрезвычайно агрессивны и практически не боятся человека даже в том случае, если они подвергались преследованию в периоды неконтролируемой охоты.

Ежегодно фиксируются достаточно много нападений гребнистых крокодилов на людей в пресных и солёных водоёмах; случаются даже атаки на суше, но очень редко и обычно по вине человека. Точные данные о нападениях ограничены отчетами из развитых регионов Австралии, где только один или два человека бывают убиты крокодилами каждый год. С 1971 по 2013 год общее число убитых крокодилами людей в Австралии составляет 106 человек. Столь «низкое» число смертей — следствие усилий сотрудников службы охраны дикой природы, занимающихся отловом «проблемных крокодилов» (особей, приблизившихся к населённым пунктам), обучения правилам поведения при угрозе нападения крокодилов и установкой предупреждающих знаков. Однако, как показали некоторые исследования, попытки переместить потенциально опасных крокодилов подальше от населяемых людьми мест оказались неэффективными, так как крокодилы в состоянии найти путь назад к своей прежней территории. В области Дарвина с 2007 по 2009 годы, 67-78 % «проблемных крокодилов» были определены как самцы. О многих случаях нападений гребнистых крокодилов на людей в регионах за пределами Австралии не сообщается, так как происходят они в низкоразвитых странах или в сельских регионах. Неизвестно и число жертв среди австралийских аборигенов. Впрочем, бытующие утверждения о том, что гребнистые крокодилы несут ответственность за тысячи человеческих жизней ежегодно, скорее всего является преувеличением и, вероятно, некогда были распространены кожаными компаниями, охотничьими организациями и другими источниками, которым может быть выгодно негативное восприятие крокодилов. Нильские крокодилы считаются ответственными за значительно большее количество человеческих жизней, чем гребнистые крокодилы. Это связано в первую очередь с заметно бо́льшим количеством в Африке людей, которые населяют прибрежные регионы, нежели в большинстве стран Азии, и, конечно же, в Австралии. Известно, что некоторые гребнистые крокодилы могут становиться людоедами. Наиболее печально известным гребнистым крокодилом-людоедом является так называемый Буджан Сэнан.
Опасность гребнистых крокодилов заключается в том, что нападают они чаще всего у берега моря или в пресных водоемах, где бдительность людей снижается и о присутствии опасности «жертва» узнает уже слишком поздно. Даже сытый крокодил может атаковать человека, почувствовав угрозу для своей территории, притеснение или при наличии стороннего раздражителя, вроде шума работающего двигателя. И хотя подобного рода нападения не так часто оказываются фатальными, как те, что совершаются в пищевых целях (крокодил сначала постарается просто «напугать» нарушителя), люди часто получают серьёзные, порой — несовместимые с жизнью травмы. «Жертва», убитая крокодилом в целях защиты территории будет съедена им через некоторое время и может быть спрятана про запас. Однако, агрессивное территориальное поведение крокодилов менее вероятно в областях, которые регулярно посещаются людьми.
Несмертельные атаки обычно связаны с крокодилами длиной менее 3 м. За нападения со смертельным исходом, как правило, ответственны крокодилы длиной от 4 метров и более. Все зарегистрированные в Австралии нападения крокодилов длиной 4,5 метра или более были фатальными. Крупный крокодил при желании способен перекусить взрослого человека надвое. Смерть как правило наступает в результате обезглавливания, проколов жизненно важных органов и повреждения позвоночного столба, реже — обильного кровотечения, болевого шока или следующего из него при нахождении в воде утопления. Восстановление выживших после нападений крокодилов людей нередко осложняют инфекции, вызываемые бактериями, находящимися в ротовой полости рептилий.

19 февраля 1945 года гребнистые крокодилы убили около 1000 японских солдат на острове Рамри, в книге рекордов Гиннеса этот случай считается самой массовой атакой диких животных на людей, хотя некоторые детали этого случая в настоящее время оспариваются:
«Около тысячи японских солдат пытались отразить атаку десанта Королевского военно-морского флота Великобритании в десяти милях от берега, в мангровых болотах, где живут тысячи крокодилов. Двадцать солдат были позднее захвачены живыми, но большинство были съедены крокодилами. Адское положение отступающих солдат усугублялось огромным количеством скорпионов и тропических комаров, которые также нападали на них», — сказано в книге Гиннеса. Натуралист Брюс Райт, участвующий в сражении на стороне английского батальона, утверждал, что крокодилы съели большинство солдат японского отряда: «Эта ночь была самой ужасной, из тех, что любой из бойцов когда-либо испытывал. Разбросанные в чёрной болотной жиже окровавленные кричащие японцы, раздавленные в пастях огромных рептилий, и странные тревожные звуки крутящихся крокодилов составлял вид какофонию ада. Такое зрелище, я думаю, мало кто смог наблюдать на земле. На рассвете стервятники прилетели, чтобы подчистить то, что оставили крокодилы… из 1000 японских солдат, которые вошли в болота Рамри, только около 20 были найдены живыми».

## Размножение
Самки становятся половозрелыми в возрасте 10—12 лет по достижении длины 2,2—2,5 м; самцы — не раньше 16 лет, по достижении длины 3,2 м. Гребнистый крокодил размножается в сезон дождей, с ноября по март, в пресноводных водоёмах. Самка откладывает от 25 до 90 (обычно 40—60) яиц в гнездо, которое потом зарывает. Поскольку размножение происходит в сезон дождей, для гнезда выбирается возвышенное место, которое не размоет потоками воды. Гнездо представляет собой холм из листьев и грязи до 7 м диаметром в основании и высотой около 1 м. Гниющие листья абсорбируют влагу и поддерживают в гнезде постоянную температуру около 32 °C. Самка ежегодно выбирает для строительства гнезда одно и то же место. Она караулит кладку, оставаясь в выкопанной у гнезда канаве со влажной грязью. Несмотря на предосторожность, много кладок становятся добычей хищников — крупных ящериц, австралийских воронов, диких свиней (в Австралии), собак и людей. Инкубация длится 90 дней, срок вылупления зависит от температуры в гнезде, этот же фактор определяет и пол детёнышей — если температура была около 31,6 °C, родится больше самцов, чем самок.
Услышав голоса молодых крокодилов, самка разрывает кучу и помогает им выбраться. Она же переносит в пасти потомство к воде и ревностно охраняет их в течение 5-7 месяцев. Менее 1 % вылупившихся крокодильчиков достигает половой зрелости, остальные становятся добычей пресноводных черепах, австралийских воронов, хищных птиц, диких собак, кошачьих, цапель, варанов, крупных рыб и других хищников, в том числе других крокодилов, например, австралийских пресноводных крокодилов или своих более крупных сородичей.
Подросший молодняк часто становится жертвой конфликтов со взрослыми крокодилами или прямого хищничества с их стороны, а также, возможно, иногда может быть съеден акулами в прибрежных водах или крупными сухопутными хищниками в глубинах континента.

## Статус популяции
Гребнистый крокодил обладает высокой коммерческой ценностью (ценится кожа), будучи объектом промысла и разведения на крокодиловых фермах. Также крокодилов убивают из-за их тяги к нападению на людей. Освоение человеком привычных мест обитания гребнистого крокодила и нерегулируемая охота с 1945 по 1970 годы сильно сократила численность вида по всему ареалу. Он, видимо, полностью истреблён в Таиланде; в южном Вьетнаме популяция ограничена 100 животными. В Индии и Мьянме существуют программы по поддержанию численности вида, включающие сбор яиц и выращивание молодых крокодилов на фермах. После запрета охоты на крокодилов, несмотря на процент доживающих до половой зрелости детёнышей, популяция сильно разрослась. Лидером в области охраны крокодилов считается Австралия, где на территории штатов Западная Австралия, Квинсленд и Северная территория проживает самая многочисленная популяция этого вида — порядка 100 000—200 000 особей.
Гребнистый крокодил внесён в Красную книгу по категории пониженного риска.
Гребнистые крокодилы часто содержатся в зоопарках или специализированных фермах. Однако, в последнее время не раз было подтверждено, что у содержащихся в условиях неволи крокодилов часто встречаются отклонения в поведении и различные физические нарушения, такие как необъяснимые задержки в росте. Продолжительность жизни гребнистых крокодилов, содержащихся в неволе, не превышает 57 лет, в то время как в дикой природе она, по некоторым данным, может быть вдвое больше.